# Richard Gaines
Richard Houston Gaines (Oklahoma City, 23 luglio 1904 – North Hollywood, 20 luglio 1975) è stato un attore statunitense.

## Vita privata
Nel 1936 sposò l'attrice Brenda Marshall, dalla quale divorziò nel 1940.

## Filmografia parziale

### Cinema
- Quelli della Virginia (The Howards of Virginia), regia di Frank Lloyd (1940)
- Molta brigata vita beata (The More the Merrier), regia di George Stevens (1943)
- La fiamma del peccato (Double Indemnity), regia di Billy Wilder (1944)
- Frac e cravatta bianca (White Tie and Tails), regia di Charles Barton (1946)
- Forza bruta (Brute Force), regia di Jules Dassin (1947)
- Il sipario di ferro (The Iron Curtain), regia di William A. Wellman (1948)
- L'asso nella manica (Ace in the Hole), regia di Billy Wilder (1951)

### Televisione
- The Doctor – serie TV, episodio 1x06 (1952)
- Cavalcade of America – serie TV, 7 episodi (1952-1954)
- TV Reader's Digest – serie TV, episodi 1x04-2x16 (1955-1956)
- The Gray Ghost – serie TV, episodio 1x25 (1957)
- Perry Mason – serie TV, 14 episodi (1958-1961)
- Lo sceriffo indiano (Law of the Plainsman) – serie TV, episodio 1x05 (1959)